# Michotamia analis
Michotamia analis là một loài ruồi trong họ Asilidae. Michotamia analis được Macquart miêu tả năm 1838. Loài này phân bố ở miền Ấn Độ - Mã Lai.